# Liste von mobilen Instant-Messengern
Diese Liste enthält Informationen zu Computerprogrammen („Apps“), die auf mobilen Geräten (Smartphone, Tabletcomputer) für Instant Messaging eingesetzt werden.

## Aktuelle Messenger

### Unterstützte Plattformen
Die folgende Tabelle zeigt, welche Messenger-Apps von welchen Betriebssystemen unterstützt werden.
| Messenger                       | Android  | iOS    | Windows Mobile / Phone | Blackberry OS | Symbian OS | Windows | macOS      | Linux                                                                                                  | Webbrowser                                                                                     | Weitere Plattformen                               | Info-Stand    |
| ------------------------------- | -------- | ------ | ---------------------- | ------------- | ---------- | ------- | ---------- | --- | ---------------------------------------------------------------------------------------------- | ------------------------------------------------- | ------------- |
| BlackBerry Messenger Enterprise | ja       | ja     | nein                   | ja            | nein       | ja      | ja         | nein                                                                                                   | nein                                                                                           |                                                   | Jan. 2022     |
| BLACKPIN                        | ja       | ja     | nein                   | nein          | nein       | nein    | nein       | nein                                                                                                   | nein                                                                                           |                                                   | Dez. 2017     |
| Briar                           | ja       | nein   | nein                   | nein          | nein       | ja      | ja         | ja | nein                                                                                           |                                                   | Sep. 2022     |
| ChatSecure                      | nein     | ja     | nein                   | nein          | nein       | nein    | nein       | nein                                                                                                   | nein                                                                                           |                                                   | Dez. 2017     |
| Chiffry                         | ja       | ja     | ja                     | ja            | nein       | nein    | nein       | nein                                                                                                   | nein                                                                                           |                                                   | Dez. 2017     |
| Conversations                   | ab 4.4   | nein   | nein                   | nein          | nein       | nein    | nein       | nein                                                                                                   | serverabhängig                                                                                 |                                                   | Dez. 2017     |
| Delta Chat                      | ja       | ja     | nein                   | nein          | nein       | ja      | ja         | ja | Mit Mailvelope oder unverschlüsselt                                                            |                                                   | Dez. 2017     |
| Discord                         | ja       | ja     | nein                   | nein          | nein       | ja      | ja         | ja | ja                                                                                             |                                                   | 18. Dez. 2024 |
| Element                         | ab 4.1   | ab 8.0 | nein                   | nein          | nein       | ja      | ja         | ja | ja                                                                                             | Benutzt das plattformunabhängige Matrix-Protokoll | Dez. 2017     |
| Hike                            | ab 2.3   | ja     | nein                   | nein          | nein       | nein    | nein       | nein                                                                                                   | nein                                                                                           |                                                   | Dez. 2017     |
| ICQ                             | ja       | ja     | ja                     | ja            | ja         | ja      | ja         | ja | ja                                                                                             | Java                                              | Dez. 2017     |
| IM+                             | ja       | ja     | ja                     | ja            | ja         | nein    | nein       | nein                                                                                                   | ja                                                                                             | Java                                              | Dez. 2017     |
| KakaoTalk                       | ja       | ja     | nein                   | nein          | nein       | ja      | ja         | nein                                                                                                   | nein                                                                                           |                                                   | Dez. 2017     |
| Kik                             | ja       | ja     | Unbek.                 | Unbek.        | Unbek.     | Unbek.  | Unbek.     | Unbek.                                                                                                 | Unbek.                                                                                         |                                                   | Juni 2019     |
| Kontalk                         | ja       | nein   | nein                   | nein          | nein       | ja      | ja         | ja | nein                                                                                           | Plattformunabhängiger Java-Desktop-Client         | Dez. 2017     |
| Line                            | ja       | ja     | ja                     | nein          | nein       | ja      | ja         | nein                                                                                                   | nur Chrome                                                                                     |                                                   | Dez. 2017     |
| Ovid                            | ja       | ja     | ja                     | nein          | nein       | ja      | ja         | nein                                                                                                   | nur Chrome                                                                                     |                                                   | Dez. 2017     |
| Rainbow                         | ja       | ja     | nein                   | nein          | nein       | ja      | ja         | nein                                                                                                   | ja                                                                                             |                                                   | Dez. 2017     |
| Signal                          | ab 4.4   | ja     | nein                   | nein          | nein       | ja      | ja         | Debian (offiziell), Flatpak (inoffiziell, Distro-agnostisch), RPM (inoffiziell, Fedora, OpenSUSE etc.) | Nein                                                                                           |                                                   | Nov. 2022     |
| SIMSme                          | ab 4.0   | ab 8.0 | nein                   | nein          | nein       | nein    | nein       | nein                                                                                                   | nein                                                                                           |                                                   | Dez. 2017     |
| Skype                           | ab 4.0.4 | ab 10  | ab 10                  | nein          | nein       | ab 7    | ab X 10.10 | nur 64-Bit                                                                                             | ja                                                                                             | Skype-Telefone, Xbox One, PlayStation Vita        | Juni 2020     |
| SureSpot                        | ja       | ja     | nein                   | nein          | nein       | nein    | nein       | nein                                                                                                   | nein                                                                                           |                                                   | Dez. 2017     |
| Telegram                        | ab 4.1   | ab 9   | ja                     | inoffiziell   | nein       | ja      | ja         | ja | ja                                                                                             | Firefox OS, Ubuntu Touch, Linux CLI, Sailfish OS  | Juni 2020     |
| Threema                         | ab 4.4   | ja     | nein                   | nein          | nein       | Ja      | Ja         | Ja | Nur wenn gleichzeitig das zu dem Konto gehörige Smartphone mit Threema Internetverbindung hat. |                                                   | März 2022     |
| Viber                           | ja       | ja     | ja                     | ja            | nein       | ja      | ja         | ja | nein                                                                                           |                                                   | Dez. 2017     |
| WhatsApp                        | ab 2.1   | ja     | nein                   | nein          | ja         | ja      | ja         | nein                                                                                                   | Nur wenn gleichzeitig ein unterstütztes Smartphone mit WhatsApp Internetverbindung hat.        | KaiOS (ohne Telefonie)                            | Dez. 2019     |
| Wickr                           | ja       | ja     | nein                   | nein          | nein       | ja      | ja         | ja | nein                                                                                           |                                                   | Dez. 2017     |
| Wire                            | ab 4.2   | ab 8.0 | nein                   | nein          | nein       | ja      | ja         | ja | ja                                                                                             |                                                   | Dez. 2017     |
| Xabber                          | ja       | nein   | nein                   | nein          | nein       | nein    | nein       | nein                                                                                                   | ja                                                                                             |                                                   | Dez. 2017     |

| Legende: | Grünes Feld: | Ja | Rotes Feld: | Nein | Gelbes Feld: | Teilweise, Optional | Graues Feld: | nicht bekannt |

### Funktionen und Verschlüsselung
| Messenger                       | Bildnachrichten            | Gruppenchat                       | Asynchrone Kommunikation | Telefonie                                        | Videotelefonie                                   | Info-Stand    |
| ------------------------------- | -------------------------- | --------------------------------- | ------------------------ | ------------------------------------------------ | ------------------------------------------------ | ------------- |
| BlackBerry Messenger Enterprise | ja                         | ja                                | ja                       | unbekannt                                        | unbekannt                                        | Jan. 2022     |
| BLACKPIN                        | ja                         | ja                                | ja                       | unbekannt                                        | unbekannt                                        | Dez. 2017     |
| Briar                           | nein                       | ja                                | nein                     | nein                                             | nein                                             | Sep. 2022     |
| ChatSecure                      | ja                         | nicht standardmäßig aktiviert     | ja                       | unbekannt                                        | unbekannt                                        | Dez. 2017     |
| Chiffry                         | ja                         | Ja (dezentral)                    | ja                       | unbekannt                                        | unbekannt                                        | Dez. 2017     |
| Conversations                   | Ja (Ende-zu-Ende optional) | Ja (Ende-zu-Ende optional)        | ja                       | Ja (Ende-zu-Ende optional)                       | Ja (Ende-zu-Ende optional)                       | Juli 2022     |
| Delta Chat                      | ja                         | ja                                | ja                       | unbekannt                                        | unbekannt                                        | Dez. 2017     |
| Discord                         | ja                         | ja                                | ja                       | ja                                               | ja                                               | 18. Dez. 2024 |
| Element                         | ja                         | ja                                | ja                       | Teilweise (Ende-zu-Ende mit Element Call Beta 2) | Teilweise (Ende-zu-Ende mit Element Call Beta 2) | Nov. 2022     |
| Hike                            | Ja (unverschlüsselt)       | Ja (unverschlüsselt)              | Ja (unverschlüsselt)     | unbekannt                                        | unbekannt                                        | Dez. 2017     |
| ICQ                             | ja                         | ja                                | ja                       | unbekannt                                        | unbekannt                                        | Dez. 2017     |
| IM+                             | unbekannt                  | unbekannt                         | unbekannt                | unbekannt                                        | unbekannt                                        | Dez. 2017     |
| KakaoTalk                       | ja                         | unbekannt                         | unbekannt                | unbekannt                                        | unbekannt                                        | Dez. 2017     |
| Kik                             | ja                         | ja                                | unbekannt                | unbekannt                                        | unbekannt                                        | Juni 2019     |
| Kontalk                         | ja                         | ja                                | ja                       | unbekannt                                        | unbekannt                                        | Dez. 2017     |
| Line                            | unbekannt                  | unbekannt                         | unbekannt                | unbekannt                                        | unbekannt                                        | Dez. 2017     |
| Rainbow                         | ja                         | ja                                | ja                       | unbekannt                                        | unbekannt                                        | Dez. 2017     |
| Signal                          | ja                         | ja                                | ja                       | ja                                               | ja                                               | Nov. 2022     |
| SIMSme                          | ja                         | ja                                | ja                       | unbekannt                                        | unbekannt                                        | Dez. 2017     |
| Skype                           | ja                         | ja                                | ja                       | unbekannt                                        | unbekannt                                        | Juni 2020     |
| Surespot                        | ja                         | nein                              | ja                       | unbekannt                                        | unbekannt                                        | Dez. 2017     |
| Telegram                        | Ja (Ende-zu-Ende optional) | Ja (Client-Server verschlüsselt)  | ja                       | ja                                               | ja                                               | Juni 2023     |
| Threema                         | ja                         | ja                                | ja                       | ja                                               | ja                                               | März 2022     |
| Viber                           | ja                         | unbekannt                         | unbekannt                | unbekannt                                        | unbekannt                                        | Dez. 2017     |
| WhatsApp                        | ja                         | ja                                | ja                       | Ja (laut Hersteller, nicht prüfbar)              | Ja (laut Hersteller, nicht prüfbar)              | Dez. 2019     |
| Wickr                           | ja                         | unbekannt                         | unbekannt                | unbekannt                                        | nur in Pro-Version                               | Dez. 2017     |
| Wire                            | ja                         | ja                                | ja                       | ja                                               | ja                                               | Sep. 2021     |
| Xabber                          | ja                         | Ja, (Client-Server verschlüsselt) | Ja, (unverschlüsselt)    | unbekannt                                        | unbekannt                                        | Dez. 2017     |

| Legende: | Grünes Feld: | Funktion vorhanden und Ende-zu-Ende verschlüsselt. | Gelbes Feld: | Funktion teilweise bzw. optional vorhanden oder nicht Ende-zu-Ende verschlüsselt. | Rotes Feld: | Funktion nicht vorhanden. | Graues Feld: | nicht bekannt |